# Луцик Леонід Петрович

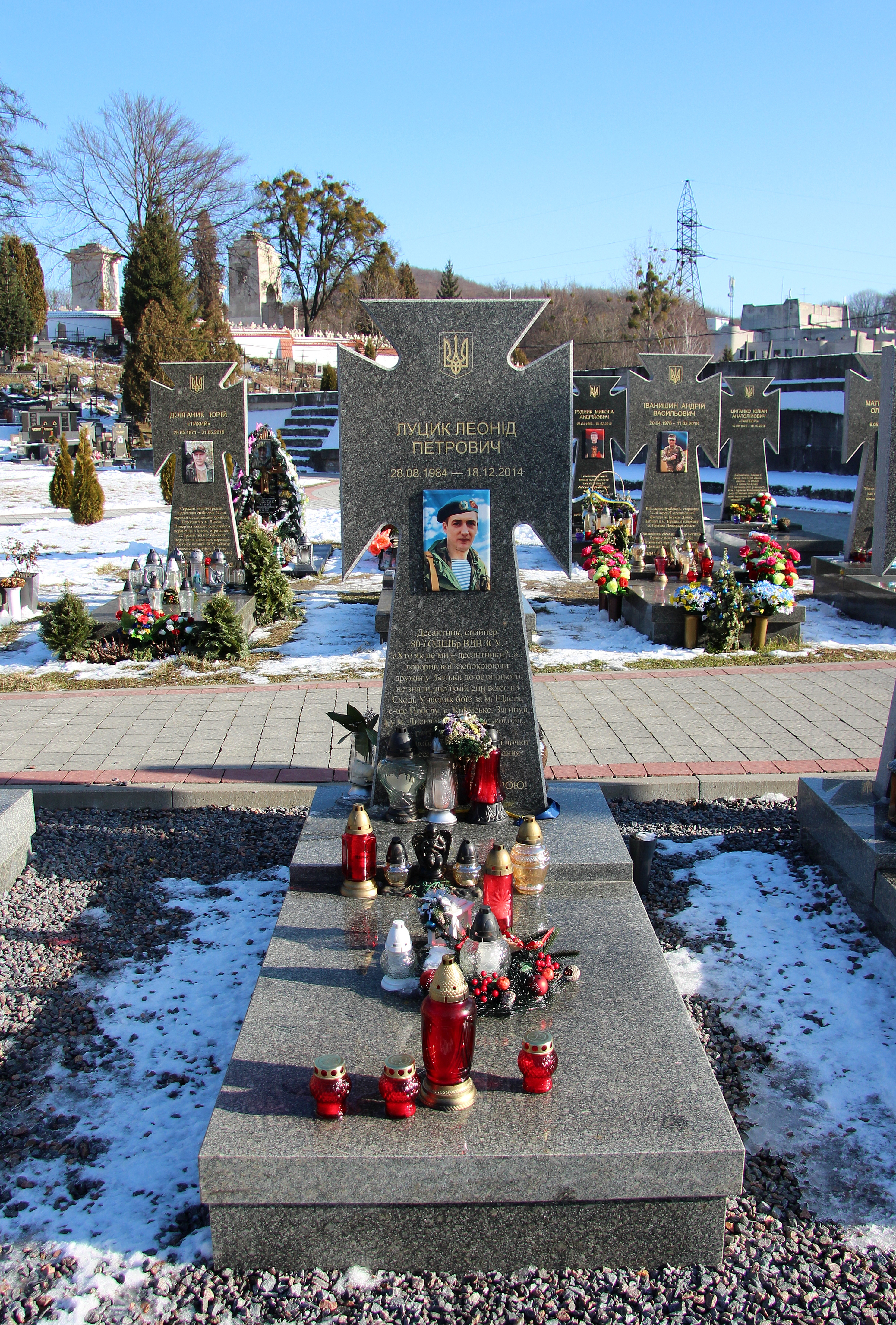

Леоні́д Петро́вич Лу́цик (28 серпня 1984 — 18 грудня 2014) — солдат Збройних Сил України, учасник російсько-української війни.

## Життєвий шлях
Закінчив Львівський національний університет ветеринарної медицини та біотехнологій імені С. З. Ґжицького. Працював у приватній фірмі.
В часі війни — снайпер, 80-та окрема десантно-штурмова бригада.
18 грудня 2014-го загинув під Лисичанськом, підірвавшись на гранаті — кинувся рятувати побратима. За повідомленням ЗМІ, увечері в розташуванні частини під Лисичанськом (Луганська область) в підсобному приміщенні, де зібрались військові і волонтери, у одного з солдатів розірвалась граната «РГД-5». В результаті на місці загинули 30-річний солдат і 31-річний волонтер.
Без Леоніда лишилися батьки, дружина Оксана, син Володимир й донька Юстина.
22 грудня 2014-го похований в місті Львів, Личаківське кладовище, поле почесних поховань.

## Нагороди та вшанування
За особисту мужність і героїзм, виявлені у захисті державного суверенітету та територіальної цілісності України, вірність військовій присязі під час російсько-української війни, відзначений — нагороджений
- орденом «За мужність» III ступеня (посмертно)
- недержавною нагородою орденом «Честь та Слава»
- В Заболотті відкрито пам'ятну дошку Василю Білітюку та Леоніду Луцику

Вшановується в меморіальному комплексі «Зала пам'яті», в щоденному ранковому церемоніалі 18 грудня.